# Lista över avsnitt av Batman Beyond
Detta är en lista över avsnitt av den tecknade serien Batman Beyond.

## Säsong 1 (1999)
| Nr i serien | Nr i säsongen | Titel                | Regissör     | Manus                                                   | Sändningsdatum   |
| --- | ------------- | -------------------- | ------------ | ------------------------------------------------------- | ---------------- |
| 1 | 1             | "Rebirth, Part 1"    | Curt Geda    | Alan Burnett & Paul Dini Story by Alan Burnett          | 10 januari 1999  |
| Bruce Wayne, den ursprungliga Batman, pensionerar sig på grund av sin dåliga hälsa 2019, när hans uppdrag att rädda en kidnappad kvinna går fel och han är nära att använda en pistol, den värsta synden enligt Batman. 20 år senare, 2039, upptäcker Terrence "Terry" McGinnis Batmans identitet efter att den åldrande Bruce Wayne hjälper honom försvara sin mot ett gäng av Jokerz (gatugäng inspirerade av den ursprungliga Jokern). Efter att Terrys pappa blir mördad, söker Terry hjälp av Bruce att hämnas för sin far. - Skurkar: Jokerz and Derek Powers                                            |               |                      |              |                                                         |                  |
| 2 | 2             | "Rebirth, Part 2"    | Curt Geda    | Stan Berkowitz Story by Alan Burnett                    | 10 januari 1999  |
| Terry stjäl Batmans dräkt för att förfölja sin fars mördare, en professionell bodyguard vid namn Mr. Fixx (George Takei) vars arbetsgivare Derek Powers (Sherman Howard), den nuvarande vd av Wayne-Powers, använder företagets resurser i hemlighet för att utveckla ett biologiskt vapen. Bruce Wayne upptäcker stölden och avaktiverar kostymen, men när han ser den nu hjälplösa Terry återaktiverar han den så att Terry kan hitta Fixx. I slutändan dyket Wayne upp i Terrys hem för att anställa honom som Waynes "assistent". - Skurkar: Derek Powers and Mr. Fixx                                     |               |                      |              |                                                         |                  |
| 3 | 3             | "Black Out"          | Dan Riba     | Robert Goodman                                          | 30 januari 1999  |
| Terry, som just börjat jobba för Bruce Wayne, står inför Inque, en berömd hamnskiftare anställd för att sabotera FoxTeca, ett företag grundat av Lucius Foxs son. - Skurk: Inque |               |                      |              |                                                         |                  |
| 4 | 4             | "Golem"              | Butch Lukic  | Hilary J. Bader                                         | 6 februari 1999  |
| Willie Watt, en nörd på gymnasiet som har blivit retad alltför många gånger, stjäl en byggrobot från sin pappa för att skrämma sin mobbare Nelson Nash. Men när Batman försöker stoppa roboten blir den mentalt bunden till Willie och ger honom mer kraft än han någonsin drömt om. - Skurk: Willie Watt |               |                      |              |                                                         |                  |
| 5 | 5             | "Meltdown"           | Curt Geda    | Hilary J. Bader & Alan Burnett Story by Hilary J. Bader | 13 februari 1999 |
| Wayne-Powers bygger en ny kropp för Victor Fries, mer känd som Batmans fiende Mr. Freeze, i hopp om att en liknande behandling kan upphäva Derek Powers transformation till Blight. Till synes botad för sitt behov av extrem kyla försöker Fries försona sig med sig själv, men varken den f.d. Batman, Bruce Wayne, eller hans tidigare offer litar på honom, och hans välgörare har sina egna planer. Waynes protegé, Terry McGinnis, försöker hjälpa Fries. - Skurk: Mr. Freeze |               |                      |              |                                                         |                  |
| 6 | 6             | "Heroes"             | Butch Lukic  | Rich Fogel                                              | 20 februari 1999 |
| The Terrific Trio, en grupp vetenskapsmän som blev superhjältar efter att ha fått superkrafter i ett experiment som gick fel, tog sig in i Gotham och blev mediasensationer. Men Magma, Freon och 2-D Man lär sig snart att olyckan som gav dem deras krafter inte var en olycka. Trion är inspirerad av Fantastic Four, där 2D Man är Mr. Fantastic, Magma är en kombination av Thing och Human Torch och Freon kan sprida sina molekyler från varandra tills hon blir svår att se och hennes is-strålar kan bilda skyddande sköldar, vilket gör henne analog med Invisible Woman. - Skurk: The Terrific Trio |               |                      |              |                                                         |                  |
| 7 | 7             | "Shriek"             | Curt Geda    | Stan Berkowitz                                          | 13 mars 1999     |
| Derek Powers anställer Shriek, en före detta ljudtekniker, numera superskurk, som en del av ett utarbetat system för att få bort Bruce Wayne från hans kontroll över Wayne-Powers. (Notering: I det här avsnittet ser Bruce en affisch av en efterlyst Joker, som är den enda bilden på Jokern utanför filmen.) - Skurk: Shriek |               |                      |              |                                                         |                  |
| 8 | 8             | "Dead Man's Hand"    | Dan Riba     | Stan Berkowitz                                          | 20 mars 1999     |
| Terry måste ta itu med både avslag från sin flickvän, Dana, och en grupp av Bruces gamla fiender, Royal Flush Gang, som efterbildar sig efter att kortleks-rangordningen. Det ser ljust ut för Terry när han möter en tjej vid namn Melanie som verkar dela hans problem. Detta avsnitt hänvisar till Catwoman när Bruce säger till Terry "Låt mig berätta om en kvinna som heter Selina Kyle." - Skurk: The Royal Flush Gang |               |                      |              |                                                         |                  |
| 9 | 9             | "The Winning Edge"   | Yukio Suzuki | Rich Fogel                                              | 10 april 1999    |
| "Slappers", illegala steroidplåster som innehåller drogen Venom, är populära hos Hill High Schools idrottare, och Bruce misstänker att en av hans gamla fiender, Bane, kan vara delaktig i produktionen. Men Terry finner att Bane har blivit en svag gammal man på grund av hans ständiga användning av det giftiga läkemedlet och en forskare som heter Chappell använder drogen för sina egna behov. Chappell utsätts för alltför mycket gift, vilket leder till att han blir halvdöd och krossad under trasiga spillror. - Skurk: Jackson Chappell                                                         |               |                      |              |                                                         |                  |
| 10 | 10            | "Spellbound"         | Butch Lukic  | Robert Goodman                                          | 1 maj 1999       |
| En skurk som kallas Spellbinder använder hypnotisk teknik för att utföra en rad rån, vilket gör hans offer till ofrivilliga medbrottslingar. Skurk: Spellbinder |               |                      |              |                                                         |                  |
| 11 | 11            | "Disappearing Inque" | Curt Geda    | Stan Berkowitz                                          | 8 maj 1999       |
| Inque frigörs av en kärlekskrank arbetare vid en kryogenisk anläggning. I sin muterade form letar hon efter de kemikalier som tillåter henne att återfå sin mänskliga form och ta hämnd på Batman och den "mystiska gamla mannen" som hjälper honom. - Skurk: Inque |               |                      |              |                                                         |                  |
| 12 | 12            | "A Touch of Curaré"  | Dan Riba     | Hilary J. Bader                                         | 15 maj 1999      |
| En lönnmördare vid namn Curare skickas efter D.A. Sam Young, kommissarie Barbara Gordons make. Batmans försök att skydda Young leder till konflikter med Gordon, och några överraskande uppenbarelser om det förflutna. - Skurk: Curare |               |                      |              |                                                         |                  |
| 13 | 13            | "Ascension"          | Yukio Suzuki | Robert Goodman                                          | 22 maj 1999      |
| När Derek Powers Blight persona långsamt förstör det som var kvar av hans normala liv, vänder han sig till sin son för hjälp. Paxton Powers verkar villig att hjälpa Batman, men tyvärr går bedrägeri och girighet i familjen. - Skurkar: Blight and Paxton Powers |               |                      |              |                                                         |                  |

## Säsong 2 (1999-2000)
| Nr i serien | Nr i säsongen | Titel                          | Regissör       | Manus                                                       | Sändningsdatum    |
| --- | ------------- | ------------------------------ | -------------- | ----------------------------------------------------------- | ----------------- |
| 14 | 1             | "Splicers"                     | Curt Geda      | Evan Dorkin and Sara Dyer                                   | 18 september 1999 |
| En ny kroppsförändringsutveckling kallad splicing, som kombinerar mänskligt DNA med djur-DNA, tar Neo-Gothams modevärld med storm. Medan distriktsåklagaren vill få det att bli olagligt eftersom det orsakar en ökning av aggressivt beteende, insisterar dr. Abel Cuvier, skaparen av processen, på att ingreppet är säkert. Men Batman upptäcker snart att Cuvier planerar att attackera distriktsåklagaren för att tysta honom. - Skurk: Dr. Abel Cuvier                                        |               |                                |                |                                                             |                   |
| 15 | 2             | "Earth Mover"                  | Dan Riba       | Stan Berkowitz Story by Stan Berkowitz & Alan Burnett       | 25 september 1999 |
| Batman blir involverad när Terrys vän och hennes adoptivpappa hemsöks av kusliga, människoliknade varelser gjorda av jord och lär sig snart att de har en skrämmande koppling till flickans biologiska far. - Skurk: Earthmover |               |                                |                |                                                             |                   |
| 16 | 3             | "Joyride"                      | Butch Lukic    | Stan Berkowitz                                              | 2 oktober 1999    |
| En grupp Jokerz stjäl en prototyp av ett militärfordon och förstör Neo-Gotham, medan Batman och fordonets designer försöker återställa maskinen innan den skadade reaktorn förvandlas till en flygande bomb. - Skurk: Jokerz |               |                                |                |                                                             |                   |
| 17 | 4             | "Lost Soul"                    | Butch Lukic    | Stan Berkowitz                                              | 9 oktober 1999    |
| Terry måste slåss mot Batmandräkten när den tas över av den virtuella själen av död kommunikationstjänsteman Robert Vance, en man som bokstavligen har blivit ett "spöke i maskinen". Utan hjälp av sin dräkt måste Terry rädda männens sonson från att bli ett kärl för Vances virtuella hjärna. - Skurk: Robert Vance |               |                                |                |                                                             |                   |
| 18 | 5             | "Hidden Agenda"                | Curt Geda      | Hilary J. Bader Story by Hilary J. Bader & Shaun McLaughlin | 16 oktober 1999   |
| Ledaren för ett gäng av Jokerz planerar hämnd mot Max Gibson, en klasskamrat som överträffar honom i skolan. Terrys ansträngningar att hjälpa henne kompliceras av hennes ansträngningar att ta reda på Batmans sanna identitet. Hon är övertygad att han är student i skolan och att han är en av Jokerz. Detta avsnitt hänvisar till Batman: The Animated Series när Maxine säger till Terry: "Du kallar mig Robin, och jag drar" på vilken Terry svarar "Inget problem, Alfred." - Skurk: Jokerz |               |                                |                |                                                             |                   |
| 19 | 6             | "Bloodsport"                   | Dan Riba       | Rich Fogel                                                  | 23 oktober 1999   |
| Stalker, en cybernetiskt förstärkt storviltsjägare, kommer till Neo-Gotham för att söka det som han tror är det enda bytet som på jorden som är värdigt honom: Batman. - Skurk: Stalker |               |                                |                |                                                             |                   |
| 20 | 7             | "Once Burned"                  | Butch Lukic    | Stan Berkowitz                                              | 6 november 1999   |
| Ten (Melanie Walker) från Royal Flush Gang återvänder på ett uppdrag för att rädda sin familj, som har fångats av Jokerz. När Melanie ber Terry om hjälp, måste han bestämma om han vill riskera sitt förhållande till Dana, och om Batman verkligen kan lita på Ten. - Skurk: Jokerz and Royal Flush Gang |               |                                |                |                                                             |                   |
| 21 | 8             | "Hooked Up"                    | Dan Riba       | Robert Goodman                                              | 13 november 1999  |
| När flera av Hill High-studenter hamnar i koma på sjukhus leder Batmans utredning till skurken Spellbinder, som får tonåringar beroende av virtuella verklighetsfantasier och tvingar dem att stjäla åt honom. - Skurk: Spellbinder |               |                                |                |                                                             |                   |
| 22 | 9             | "Rats"                         | Curt Geda      | Rich Fogel                                                  | 20 november 1999  |
| Dana känner sig ignorerad och besviken på Terry för många gånger, och börjar få rosor från en hemlig beundrare. När hon bortförs av den mystiska mannen Patrick Fitz, en pojke som bor i kloakerna på grund av sitt råttliknande utseende, kan Batman vara den enda som kan rädda henne. - Skurk: Patrick |               |                                |                |                                                             |                   |
| 23 | 10            | "Mind Games"                   | Butch Lukic    | Alan Burnett                                                | 4 december 1999   |
| Terry får mystiska visioner från en ung tjej som ber honom om hjälp. Hans sökande efter henne leder till konfrontation med en grupp människor med otroliga psykiska krafter som kallas Brain Trust. (Notering: En medlem av Brain Trust avslöjas senare i Justice League Unlimited att vara Edgar Mandragora, son till Steven Mandragora, mannen som beordrade mordet på Huntress föräldrar i DCAU) - Skurk: Brain Trust                                                                            |               |                                |                |                                                             |                   |
| 24 | 11            | "Revenant"                     | Kyung-Won Lim  | Hilary J. Bader                                             | 11 december 1999  |
| Efter flera oförklarliga händelser tror alla i Terrys klass att spöket av en död student hemsöker skolan. Men Batman upptäcker snart att orsaken är Willie Watt, som har utvecklat nya kraftfulla psykiska förmågor. - Skurk: Willie Watt |               |                                |                |                                                             |                   |
| 25 | 12            | "Babel"                        | Curt Geda      | Stan Berkowitz                                              | 8 januari 2000    |
| Shriek vill hämnas och använder sin kunskap om ljud för att ta bort Neo-Gothams förmåga att kommunicera. Hans pris för att återställa allt till det vanliga? Batmans liv. - Skurk: Shriek |               |                                |                |                                                             |                   |
| 26 | 13            | "Terry's Friend Dates a Robot" | Dan Riba       | John P. McCann Story by Paul Dini                           | 15 januari 2000   |
| Howard Groote, en hopplös nörd, köper en olaglig android i form av en vacker tjej för att hon ska verka vara hans flickvän. Hans plan får snart bakslag när "Cynthia", som är programmerad att vara hängiven åt Howard, blir farligt possessiv. - Skurk: Cynthia |               |                                |                |                                                             |                   |
| 27 | 14            | "Eyewitness"                   | Butch Lukic    | Hilary J. Bader Story by Rich Fogel                         | 22 januari 2000   |
| När kommissarie Barbara Gordon bevittnar Batman döda en motståndare i kallt blod, finner Terry sig själv efterlyst medan han försöker upptäcka den verkliga brottslingen och bevisa sin oskuld. - Skurk: Spellbinder |               |                                |                |                                                             |                   |
| 28 | 15            | "Final Cut"                    | Butch Lukic    | Hilary J. Bader Story by Alan Burnett and Hilary J. Bader   | 5 februari 2000   |
| Bruce är bortrest när Curare återvänder till Neo-Gotham och söker efter de sista personerna i sitt tidigare umgänge som efter hennes misslyckade uppdrag dödsdömde henne. Curare, den sista överlevande medlemmen av League of Assassins, tvingar Batman att skydda sig från Curares vrede genom att placera en bomb utrustad med en deadman-knapp i staden. Det blir ännu mer komplicerat när Max ser sig inblandad i en instabil situation. - Skurk: Curare                                       |               |                                |                |                                                             |                   |
| 29 | 16            | "The Last Resort"              | Curt Geda      | Stan Berkowitz                                              | 4 mars 2000       |
| Ett nytt program för problembarn blir en populär sista utväg bland föräldrarna i Gotham, men "The Ranch" är inte helt som det verkar. När Terrys vän Chelsea Cunningham skickas till The Ranch, vill Terry undersöka programmet, men det blir mer än han klarar av. - Skurk: Dr. David Wheeler |               |                                |                |                                                             |                   |
| 30 | 17            | "Armory"                       | Kyung-Won Lim  | John P. McCann                                              | 11 mars 2000      |
| Efter att ha förlorat sitt jobb som vapendesigner, övergår styvfadern till en av Terrys vänner till brottslighet för att få pengar, som superskurken Armory. Skurkar: Armory and Esteban |               |                                |                |                                                             |                   |
| 31 | 18            | "Sneak Peek"                   | Dan Riba       | Stan Berkowitz Story by Alan Burnett                        | 25 mars 2000      |
| En skvallertidningsreporter förvärvar tekniken att bli okroppslig och blir den ultimata tjuvtittare. När han upptäcker Batmans identitet hotar han att avslöja den på nationell tv, men upptäcker snart att tekniken har en negativ inverkan på hans kropp. - Skurk: Ian Peek |               |                                |                |                                                             |                   |
| 32 | 19            | "The Eggbaby"                  | James Tucker   | Hilary J. Bader Story by Hilary J. Bader & Alan Burnett     | 1 april 2000      |
| Terry måste ta med sig en datorsimulerad "bebis" överallt - även som Batman - för att få betyg i hemkunskap. Under tiden härjar en familj juveltjuvar i Neo-Gotham och stjäl ovärderliga rubiner. - Skurk: Ma Parker |               |                                |                |                                                             |                   |
| 33 | 20            | "Zeta"                         | Dan Riba       | Robert Goodman                                              | 8 april 2000      |
| En holomorfisk militär android har rapporterats tappat kontrollen, och Terry behöver hitta honom innan han dödar någon. Men är androiden verkligen ur kontroll, eller har han bara fått ett samvete? - Skurk: Mr. Bennett Det här avsnittet leder till spin-off serien The Zeta Project. |               |                                |                |                                                             |                   |
| 34 | 21            | "Plague"                       | Butch Lukic    | Rich Fogel                                                  | 15 april 2000     |
| Batman samarbetar motvilligt med sin tidigare fiende, Stalker, för att få tag i en slug kriminell som heter False-Face, som har stulit ett farligt virus för en kriminell organisation kallad KOBRA. - Skurk: False-Face |               |                                |                |                                                             |                   |
| 35 | 22            | "April Moon"                   | Butch Lukic    | Stan Berkowitz Story by Stan Berkowitz & James Tucker       | 22 april 2000     |
| En bionik-designer har tvingats ge ett gatugäng robotimplantat efter att de kidnappat hans fru. För att stoppa dem behöver Batman en speciell "kill-phrase" för att stänga av implantaten, men kan han övertyga designern att ge den till honom? - Skurk: The April Moon Gang |               |                                |                |                                                             |                   |
| 36 | 23            | "Sentries of the Last Cosmos"  | Dan Riba       | Rich FogelJohn Shirley                                      | 6 maj 2000        |
| En virtual-reality speldesigner använder tre tonåriga fans hängivenhet till spelets universum för att eliminera sina fiender och rivaler (inklusive en inspirerad av författarna Bruce Vilanch och Gary Gygax). - Skurk: Simon Harper |               |                                |                |                                                             |                   |
| 37 | 24            | "Payback"                      | Kyoung-Won Lim | Robert Goodman                                              | 13 maj 2000       |
| En ny vigilant som kallar sig Payback hämnas på plågorna av flera oroliga tonåringar, som alla är i samma terapigrupp. När Terry går undercover i gruppen för att hitta den skyldige, börjar han misstänka doktorn som kör sessionerna, men Paybacks verkliga identitet visar sig vara någon som ingen hade förväntat sig. - Skurk: Payback |               |                                |                |                                                             |                   |
| 38 | 25            | "Where's Terry?"               | Yukio Suzuki   | Rich Fogel                                                  | 27 maj 2000       |
| Shriek fångar Batman i de övergivna tunnlarna under Neo-Gotham för att hämnas, och Bruce måste alliera sig med Max för att hitta honom. - Skurk: Shriek |               |                                |                |                                                             |                   |

## Säsong 3 (2000-2001)
| Nr i serien | Nr i säsongen | Titel                        | Regissör      | Manus                                                          | Sändningsdatum    |
| --- | ------------- | ---------------------------- | ------------- | -------------------------------------------------------------- | ----------------- |
| 41 | 1             | "Ace in the Hole"            | James Tucker  | Hilary J. Bader                                                | 19 augusti 2000   |
| När Ace försvinner tänker Bruce tillbaka på sitt första möte med Ace. Terry upptäcker en underjordisk hundkampsorganisation. "Denna episod är officiellt del av säsong tre, men släpptes på Säsong 2 DVD Boxset och inte på Säsong 3." - Skurk: Ronny Boxer |               |                              |               |                                                                |                   |
| 42 | 2             | "King's Ransom"              | Butch Lukic   | Rich Fogel                                                     | 16 september 2000 |
| Royal Flush-gänget återvänder, utom Ten, i ett försök att återfå sitt rykte. Men eftersom de är lurade av Paxton Powers, försöker både Paxton och gänget att öka sina bankkonton genom Bruce Wayne. - Skurkar: Paxton Powers and the Royal Flush Gang |               |                              |               |                                                                |                   |
| 43 | 3             | "Untouchable"                | Dan Riba      | Hilary J. Bader                                                | 23 september 2000 |
| Batman stöter på en ny, uppenbarligen osårbar fiende som heter Repeller, som använder teknik som liknar en prototyp som Wayne-Powers medicinska division har utvecklat. - Skurk: Repeller |               |                              |               |                                                                |                   |
| 44 | 4             | "Inqueling"                  | Butch Lukic   | Hilary J. Bader                                                | 30 september 2000 |
| Sedan Inques senaste arbetsgivare bedragit henne och sprängt henne med ett experimentellt vapen som gör att hennes kropp långsamt löses upp, tvingas hon vända sig till någon hon inte har sett på år: sin dotter. - Skurk: Inque |               |                              |               |                                                                |                   |
| 45 | 5             | "Big Time"                   | James Tucker  | Robert Goodman Story by Robert Goodman & Tom Ruegger           | 7 oktober 2000    |
| När en vän från Terrys oroliga förflutna, Charlie "Big Time" Bigelow, återvänder, försöker Terry stoppa honom från att upprepa sina misstag och återvända till fängelset. Men när Charlie hjälper ett gäng skurkar råna ett Wayne-Powers forskningslaboratorium, utsätts han för en farlig experimentell kemikalie och muterar till en monstruös jätte. - Skurk: Big Time |               |                              |               |                                                                |                   |
| 46 | 6             | "Out of the Past"            | James Tucker  | Paul Dini                                                      | 21 oktober 2000   |
| Bruce Waynes tidigare kärlek, Talia, återvänder för att erbjuda honom chansen att vara evigt ung. Bruce och Terry upptäcker emellertid en mörk hemlighet. För decennier sedan, efter att Talia tog ställning med Bruce mot sin far, blev Ra's al Ghul lämnad dödligt skadad utom Lazarus Pits förmåga att läka. För att rädda sig själv offrade Ra's al Ghul sin dotter genom att använda en dator för att skriva sina tankar och minnen i Talias kropp, radera hennes medvetande och ersätta det med sitt eget. Efter att ha förbättrat datorn bestämmer Ra's al Ghul att det är dags att flytta in i en ny kropp: Bruce Wayne. - Skurk: Ra's al Ghul |               |                              |               |                                                                |                   |
| 47 | 7             | "Speak No Evil"              | Dan Riba      | Stan Berkowitz                                                 | 4 november 2000   |
| Batman accepterar motvilligt att hjälpa en genetiskt förbättrad gorilla att hitta tjuvjägaren som kidnappade hans mamma. - Skurk: James Van Dyle |               |                              |               |                                                                |                   |
| 48 | 8             | "The Call, Part 1"           | Butch Lukic   | Hilary J. Bader & Rich Fogel Story by Alan Burnett & Paul Dini | 11 november 2000  |
| Superman drar Batman in i Justice League när han misstänker att det finns en förrädare bland dem. Trots Bruces varning om att inte gå med, gör Terry det och upptäcker snart en konspiration mot ligan. - Skurk: Starro the Conquerer |               |                              |               |                                                                |                   |
| 49 | 9             | "The Call, Part 2"           | Butch Lukic   | Stan Berkowitz Story by Alan Burnett & Paul Dini               | 18 november 2000  |
| För att komma till botten med problemet med Justice League måste Batman slåss mot sina egna lagkamrater - inklusive Superman själv. Han måste söka hjälp från Bruce som kände till en gammal fiende till Starro the Conquerer. Även om han besegrar dem och en tacksam Superman erbjuder honom att gå med i Justice League, vägrar Batman och förstår varför Bruce inte gick med i ligan på heltid i första hand. - Skurk: Starro the Conquerer |               |                              |               |                                                                |                   |
| 50 | 10            | "Betrayal"                   | Kyung-Won Lim | Stan Berkowitz Story by Stan Berkowitz & Robert Goodman        | 9 december 2000   |
| Big Time återvänder till Neo-Gotham, vilket orsakar problem för både Batman och hans alter-ego Terry McGinnis, som fortfarande känner sig skyldig till vad som hände med honom. - Skurk: Big Time |               |                              |               |                                                                |                   |
| 51 | 11            | "Curse of the Kobra, Part 1" | James Tucker  | Rich Fogel                                                     | 3 februari 2001   |
| Terry skickas till Bruces gamla vän, Kairi Tanaka, för att fräscha upp sina stridskonster och blir oavsiktligt vän med tronföljaren för den kriminella organisationen KOBRA. - Skurk: KOBRA |               |                              |               |                                                                |                   |
| 52 | 12            | "Curse of the Kobra, Part 2" | Dan Riba      | Stan Berkowitz Story by Rich Fogel                             | 10 februari 2001  |
| Efter att KOBRA:s ledare kidnappar Max för att bli hans fru, är Batman tvungen att inte bara rädda henne, utan för att stoppa KOBRA:s komplott måste han låta världen återvända till tiden när dinosaurier härskade ... med deras genklyvd dinosauriska män som dominerande arten . - Skurk: KOBRA |               |                              |               |                                                                |                   |
| 53 | 13            | "Countdown"                  | Kyung-Won Lim | Rich Fogel and Paul Dini                                       | 7 april 2001      |
| Zeta återvänder till Neo-Gotham City för att leta efter sin skapare, men grips av Mad Stan som gör om honom till en tidsinställd bomb. Batman och Ro måste spåra Zeta innan tiden rinner ut. - Skurk: Mad Stan |               |                              |               |                                                                |                   |
| 54 | 14            | "Unmasked"                   | Kyung-Won Lim | Paul Din Rich Fogel                                            | 18 december 2001  |
| Terry berättar för Max om ett av hans sina äventyr som Batman, då han avslöjade sitt ansikte för ett barn och oavsiktligt gjorde pojken ett mål för KOBRA. Det sista avsnittet av Batman Beyond, "Unmasked" skulle sändas den 14 september 2001, men på grund av terrorismen relaterad till 11 september-attackerna, ersattes det med avsnittet "Hooked Up". Seriefinalen av Batman Beyond visades i Justice League Unlimited med avsnittet "Epilogue". |               |                              |               |                                                                |                   |